# パルマ (小惑星)
パルマ (372 Palma) は小惑星帯の比較的大きな小惑星の1つである。フランスの天文学者、オーギュスト・シャルロワによってニースで発見された。
スペインの都市パルマ・デ・マヨルカにちなんで名づけられた。